# Bijeli lavovi (2011.)
Bijeli lavovi (srp. Бели лавови) je srpski film iz 2011. godine. Režirao ga je Lazar Ristovski, koji je napisao i scenarij prema priči Gordana Mihića. Premijerno je prikazan 27. travnja 2011. godine u beogradskom Sava centru. Na televiziji je prvi put prikazan na Prvoj srpskoj televiziji.

## Radnja
Radnici koji šest godina ne primaju plaću legli su na prilazni put ispred svoje tvornice. Dile (Lazar Ristovski) je nezaposleni tvornički radnik i vođa sindikata. Njegov sin Gruja (Gordan Kičić), nezaposleni redatelj već deset godina, izvodi striptiz, snima svadbe i sahrane kako bi preživio i uštedio dovoljno novca da snimi svoj prvi igrani film. Bela, nezaposlena operna pjevačica i Grujina djevojka, pokušava zaradi pjevajući operne arije po kućama. Film govori o propalim tvornicama i radnicima koje više nema tko povesti u neki bolji i pravedniji život.